# Postnikov APT/APP
Pour les articles homonymes, voir APT, APP, A2P et Postnikov.
Le fusil d'assaut Postnikov (en russe : Автомат Постникова АПТ, Avtomat Postnikova APT [ou APP], littéralement « automate de Postnikov », parfois abrégé en APT, APP ou A2P,) est un fusil d'assaut d'origine soviétique.
L'arme est chambrée en 5,45 × 39 mm M74.

## Historique, description et mécanisme
Entre 1983 à 1985 l'ingénieur Igor Konstantinovitch Postnikov, conçoit et construit un prototype de fusil d'assaut de calibre 5,45 mm, devant succéder à l'AK-47 et à l'AKM-59.
Cette création se fait dans le contexte du Projet Abakan (en) qui vise à moderniser les armes automatiques.
Le fusil fera partie de trois brevets déposés par l'ingénieur. Postnikov compte à ce jour onze inventions et a publié plusieurs articles de recherche.
L'arme utilise un système complexe et très singulier qui utilise le principe de suppression automatique des gaz d'ignition dégagés lors de la mise à feu.
Igor K. Postnikov a choisi le calibre 5,45 mm car il s'est montré comme étant le mieux adapté à la suite des premiers essais ; après mise à feu, la pression des gaz d'ignition joue sur le retour de culasse.
Le fusil Postnikov utilise une forme rare de blowback API (anglicisme) à allumage avancé, où la cartouche est mise à feu peu de temps avant son entrée dans la chambre de percussion, ce qui a pour effet de procurer une meilleure maîtrise du recul. Le blowback API permet l'utilisation de munitions plus puissantes dans une arme légère, ainsi que la réduction de l'effet de recul. Pour augmenter les performances, les armes à feu avec blowback API utilisent des chambres élargies.
Ce fusil est l'une des rares armes automatiques légères utilisant le blowback API depuis le pistolet-mitrailleur TZ-45.